# 隼人西インターチェンジ
隼人西インターチェンジ（はやとにしインターチェンジ）は、鹿児島県霧島市隼人町野久美田にある隼人道路（東九州自動車道に並行する一般国道10号の自動車専用道路）のインターチェンジである。

## 歴史
- 1992年（平成4年）3月25日：隼人道路・隼人東IC - 加治木IC間開通に伴い、供用開始[1]。
- 2025年（令和7年）3月17日：料金所がETC専用になる[2]。

## 周辺
- 霧島市立小浜小学校
- 小浜海水浴場

## 接続する道路
- 直接接続
  - 鹿児島県道471号北永野田小浜線

- 間接接続
  - 国道10号

## 料金所
- ブース数：4

### 入口
- ブース数：2
  - ETC専用：1
  - サポート：1

### 出口
- ブース数：2
  - ETC専用：1
  - サポート：1

## 隣
E78 東九州自動車道（隼人道路）
(41) 隼人東IC - (42) 隼人西IC - (25) 加治木IC